# Werner-von-Siemens-Schule (Lorsch)
Die Werner-von-Siemens-Schule ist eine Haupt- und Realschule in Lorsch an der Bergstraße. Die Schule ist nach dem Erfinder Werner von Siemens benannt.

## Geschichte
Am 26. Juli 1971 fassten das Hessische Kultusministerium, sowie der Landkreis Bergstraße den Beschluss zum Bau einer Haupt- und Realschule im südlichen Teil von Lorsch (Lagerfeld). Nach fast zweijähriger Bauzeit erfolgte am 7. März 1973 der offizielle Bezug des Gebäudes. Zu Beginn besuchten die Schule 701 Schüler, welche von 31 Lehrern unterrichtet wurden. Im November 1973 entschied die Gesamtkonferenz, einschließlich Schulleitung und Elternbeirat, die Schule nach dem Erfinder Werner von Siemens zu benennen. Am 4. Dezember 1976 erfolgte die Einweihung der neuen Sporthalle. Von 1985 bis 1988 war der frühere hessische Landtagsabgeordnete Volker Feick Rektor der Schule. Im Mai 1998 beschloss der Kreisausschuss, die Schule um sechs weitere Klassensäle sowie zwei Gruppenräume zu erweitern. Dieser Erweiterungsbau wurde im Juni 2000 eröffnet.
Im August 2006 beschlossen das Hessische Kultusministerium und der Schulträger die Aufnahme der Schule in das Landesprogramm „Ganztagsschule nach Maß“. Infolgedessen verfügt die Schule seit August 2007 über Ganztagsklassen.
Im April 2008 genehmigte der Kreis Bergstraße die Erweiterung der Mediothek in Form eines Anbaus sowie der Mensa. Dieser Anbau sowie die Mensaerweiterung wurden im November 2009 in Betrieb genommen. Eine umfassende Sanierung der Schule wurde im Februar 2010 abgeschlossen.

## Lehrangebot

### Fremdsprachen
Die Schule bietet einen durchgängigen Englischunterricht ab der 5. Klasse sowie ab der 7. Klasse Französisch als zweite Fremdsprache.

### Theatergruppe
Bereits seit 2003 gibt es an der Schule eine Arbeitsgemeinschaft für Theater, welche sowohl aus Schülern, wie auch aus Lehrern besteht. Diese führt einmal jährlich ein Bühnenstück auf, welches an mehreren Terminen auch öffentlich zugänglich ist.

### Schulsanitätsdienst
Seit März 2010 bietet die Schule einen Schulsanitätsdienst an. Dort wird interessierten Schülern wissen über die Erste Hilfe vermittelt, sodass diese später nach erfolgreich absolvierter Ausbildung bei der Erstversorgung ihrer Mitschüler unterstützen können.

## Förderverein
Der Förderverein  „Freunde und Förderer der Werner-von-Siemens-Schule Lorsch e.V.“ wurde 1995 gegründet und hat es sich zum Ziel gesetzt durch ideelle, materielle, sowie auch finanzielle Unterstützung der Schule einen Beitrag zu leisten. Der Förderverein finanzierte, beziehungsweise unterstützte die Finanzierung von unter anderem der Modernisierung von Werkräumen, der Anschaffung von Smartboards, sowie auch Teile der Ausstattung der Mediothek.

## Schulpartnerschaft
Bereits seit 1976 besteht eine Schulpartnerschaft mit Le Coteau in Frankreich. Im Mai 1976 fand der erste Schüleraustausch statt. Dieser Austausch findet jährlich statt und entstand aus der Städtepartnerschaft zwischen Le Coteau und Lorsch, welche seit 1967 besteht.